# Schronisko w Niegowonicach
Schronisko w Niegowonicach – schron jaskiniowy znajdujący się na wzgórzu Kromołowiec w Skałach Niegowonickich na terenie wsi Niegowonice w województwie śląskim, w powiecie zawierciańskim, w gminie Łazy. Znajduje się w grupie skałek, którą łatwo poznać, gdyż w jednej z nich zamontowano figurkę Matki Boskiej. Skały te znajdują się tuż przy drodze wojewódzkiej nr 790. Gmina Łazy przygotowała tutaj miejsce biwakowe z wiatą, ławkami, stołem i turystycznymi tablicami informacyjnymi, oraz miejsce parkingowe. W literaturze turystycznej wzgórze Kromołowiec lokalizowane jest w paśmie wzniesień zwanym Pasmem Smoleńsko-Niegowonickim. W regionalizacji geograficznej Polski według Jerzego Kondrackiego znajduje się na Wyżynie Ryczowskiej będącej częścią Wyżyny Częstochowskiej, ta zaś wchodzi w skład Wyżyny Krakowsko-Częstochowskiej.

## Opis schroniska
Podstawa skały Niegowonice II jest mocno podcięta od strony wschodniej i zachodniej. Pod dużymi okapami znajdują się wejścia do trzech szczelin, które przebijają skałę ze wschodu na zachód. Dwie szczeliny są bardzo ciasne, trzecia natomiast tworzy wysokie i widoczne z daleka okno skalne.
Skały, w których powstało schronisko pochodzą z jury późnej. Nacieki jaskiniowe jedynie w postaci rzadkich i zniszczonych grzybków naciekowych. Namulisko jaskiniowe próchniczno-kamieniste, a w dużej szczelinie pod oknem skalnym skaliste. Schronisko jest suche, w całości widne i silnie przewiewne. Pod zachodnim okapem liczne krzewy. W schronisku nie obserwowano żadnych przedstawicieli roślin i zwierząt.

## Historia poznania
Po raz pierwszy schronisko opisał K. Kowalski w roku 1951 i on jest autorem jego nazwy. M. Szelerewicz i A. Górny wzmiankują schronisko w 1986 r. Drugi raz opis schroniska i jego szkic podaje M. Bąk w 1998 r. Pomiary w schronisku wykonali w sierpniu 1999 r. Adam i Łukasz Polonius.

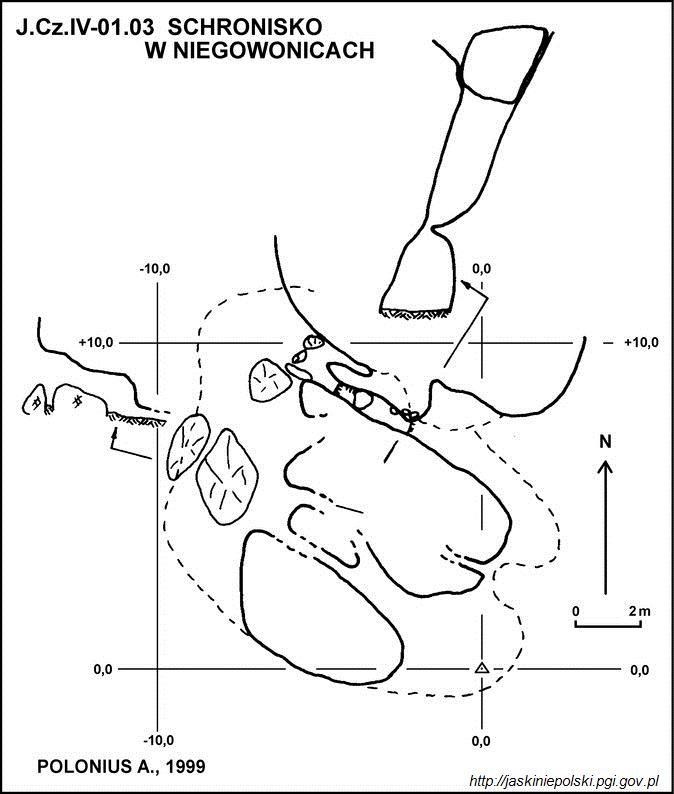
Plan jaskini

Plan opracował Adam Polonius. 